# کارلوس دلتور
کارلوس دلتور (فرانسوی: Carlos Deltour‎؛ ۸ آوریل ۱۸۶۴ – ۲۹ مهٔ ۱۹۲۰) قایقران روئینگ اهل فرانسه بود.
وی در مسابقات کشوری و بین‌المللی در مجموع برندهٔ ۲ مدال طلا، ۱ مدال نقره، ۲ مدال برنز شده‌است.